# Séligné
Séligné là một xã thuộc tỉnh Deux-Sèvres trong vùng Nouvelle-Aquitaine phía tây nước Pháp. Xã này nằm ở khu vực có độ cao trung bình 47 mét trên mực nước biển.
Sông Boutonne chảy qua thị trấn.